# La Adela

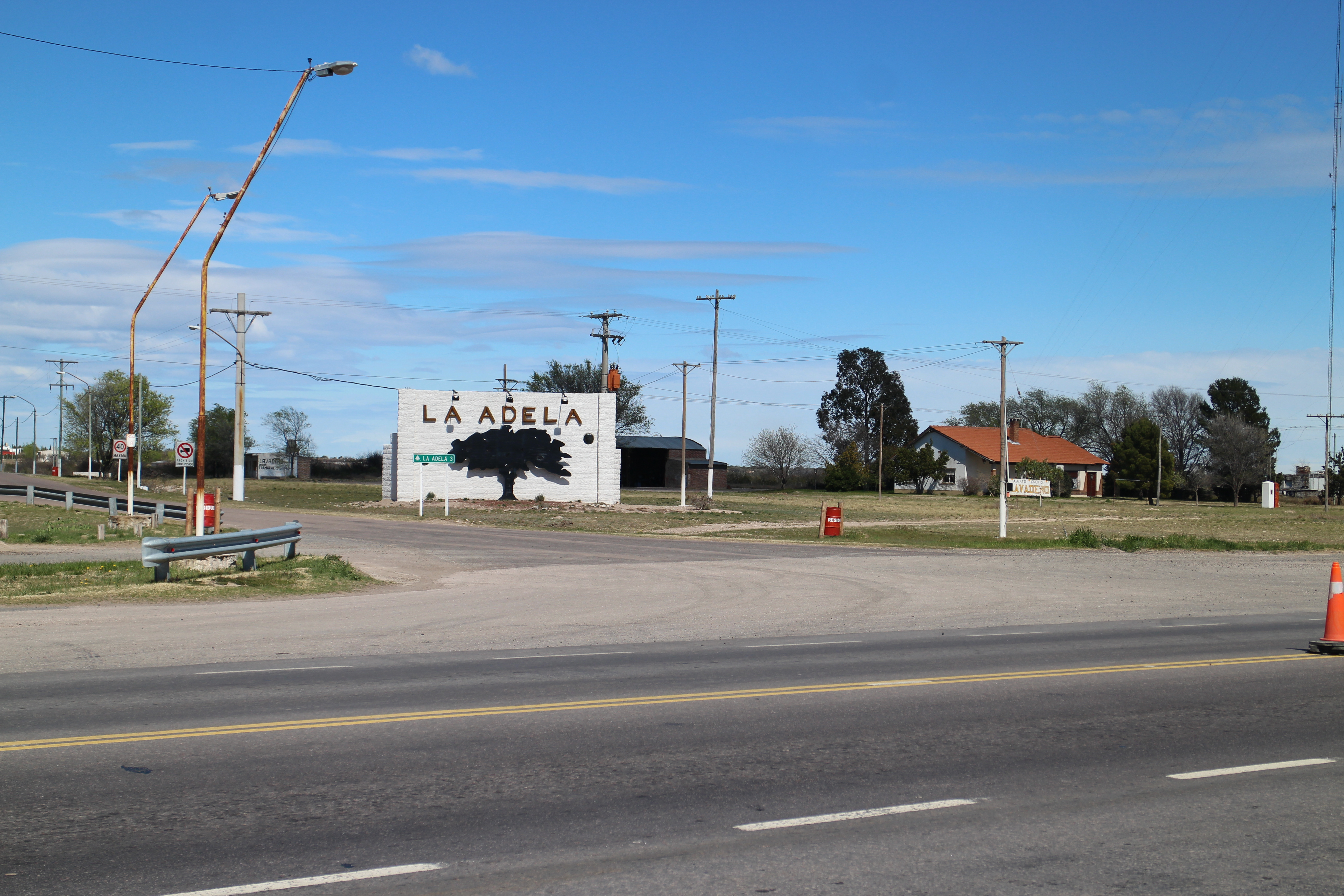
Na imagem, uma placa de sinalização mostra o nome da cidade.

La Adela é um município da província de La Pampa, na Argentina.